# لالوپالوزا
لولاپالوزا ‎/ˌlɒləpəˈluːzə/‎ (Lolla) یک جشنواره موسیقی چهار روزه سالیانه است که در گرانت پارک و در شیکاگو، ایلینوی برگزار می‌شود. این جشنواره به عنوان یک رویداد تور در سال ۱۹۹۱ آغاز شد. ژانرهای موسیقی شامل موسیقی‌های جایگزین راک، هوی متال، پانک راک، هیپ هاپ و الکترونیک هستند. لالوپلازا همچنین از هنرهای تجسمی، سازمان‌های غیرانتفاعی و سازمان‌های سیاسی نیز برخوردار بوده‌است. این جشنواره در گرانت پارک شیکاگو هر سال در ماه ژوئیه میزبان حدود ۴۰۰۰۰۰ نفر است و همه ساله بلیتهای آن به اتمام می‌رسد. لالوپلازا یکی از بزرگترین و نمادین‌ترین جشنواره‌های موسیقی در جهان و یکی از طولانی‌ترین جشنواره‌های ایالات متحده محسوب می‌شود.
لالوپلازا در سال ۱۹۹۱ به عنوان یک تور خداحافظی توسط پری فارل، خواننده اعتیاد جین، تصور و خلق شد. اولین تور لالوپلازا دارای مجموعه متنوعی از گروه‌ها بود و موفقیت تجاری داشت. در بیش از بیست شهر آمریکای شمالی متوقف شد. در سال ۲۰۲۰، اسپین اولین لالوپلازا را به عنوان بهترین کنسرت در لیست «۳۵ عالی‌ترین کنسرت ۳۵ سال گذشته» ارزیابی کرد. لولاپالوزا سپس هر سال تا سال ۱۹۹۷ فعالیت می‌کرد و در سال ۲۰۰۳ احیا شد. از زمان تأسیس تا سال ۱۹۹۷ و احیای مجدد آن در سال ۲۰۰۳، این جشنواره تورهای آمریکای شمالی را برگزار کرد. در سال ۲۰۰۴، برگزارکنندگان تصمیم گرفتند تاریخ‌ها را به دو روز در هر شهر گسترش دهند، اما فروش ضعیف بلیت تور ۲۰۰۴ را لغو کرد.
در سال ۲۰۰۵، فارل و آژانس ویلیام موریس با یک شرکت مستقر در آستین، تگزاس، کپیتال اسپورت اینترتینمنت (اکنون با نام C3 ارائه می‌شود) همکاری کردند و این رویداد را به عنوان جشنواره مقصد آخر هفته در شیکاگو در گرنت پارک، به قالب فعلی خود بازگرداندند. در سال ۲۰۱۴، لیو نیشن انترتینمنت یک علاقه کنترل‌کننده به C3 Presents را خریداری کرد.
در سال ۲۰۱۰، اعلام شد که لالوپلازا در شیکاگو باقی مانده می‌ماند در حالی که همچنان خارج از ایالات متحده debuting در، با یک شاخه ای از این جشنواره در صحنه سانتیاگو، شیلی در آوریل ۲–۳، ۲۰۱۱، که در آن با شرکت مستقر در سانتیاگو لوتوس همکاری. در سال ۲۰۱۱، Geo Events نسخه برزیلی این رویداد را که در باشگاه جوکی در سائو پائولو در ۷ تا ۸ آوریل ۲۰۱۲ برگزار شد، تأیید کرد. نسخه آرژانتینی در آوریل ۲۰۱۴ در بوینس آیرس آغاز شد و در نوامبر ۲۰۱۴، اولین Lollapalooza اروپا اعلام شد و در فرودگاه برلین تمپل‌هوف سابق برگزار شد.

## نگارخانه

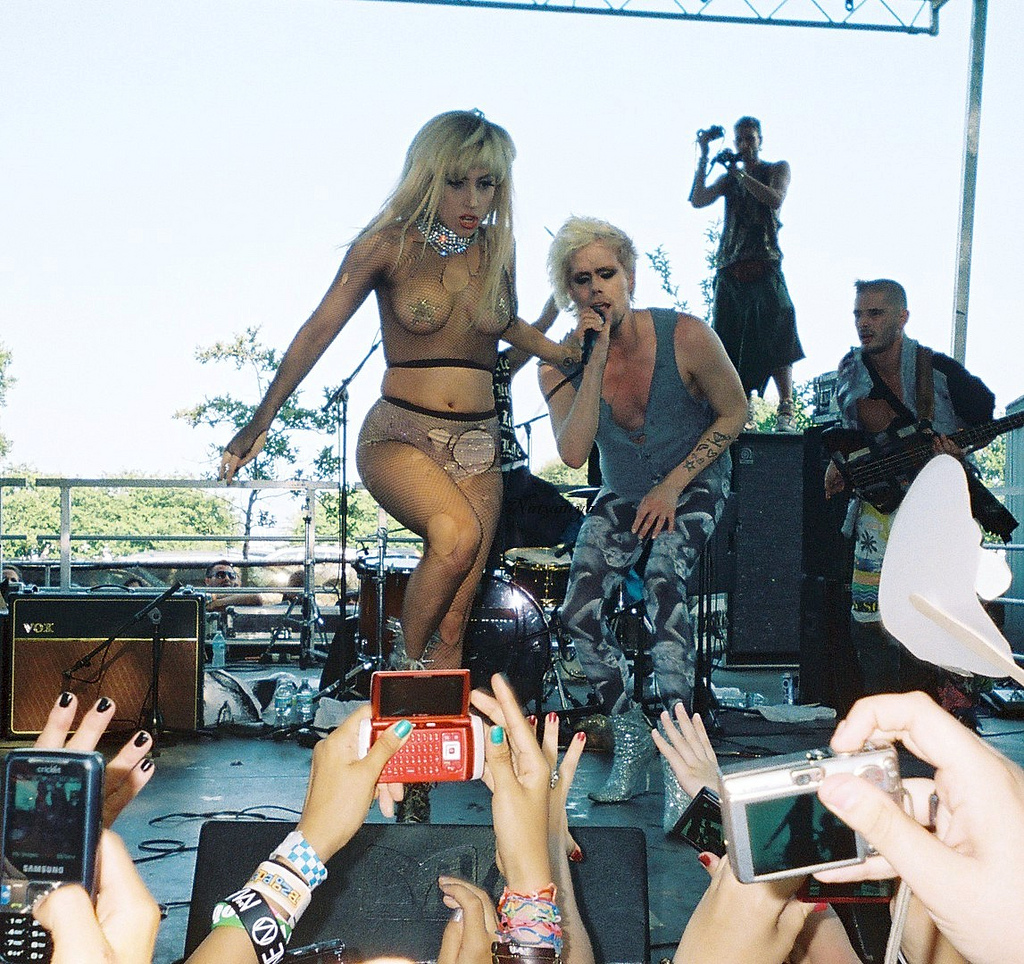
لیدی گاگا در سال ۲۰۱۰ در لالوپالوزا